# Super Mario Bros.
Super Mario Bros. (укр. Супербрати Маріо) — платформна відеогра, створена компанією Nintendo (відділ Nintendo EAD) 1985 року. Занесена до Книги рекордів Гіннеса як гра, що розійшлась найбільшим тиражем у історії: було продано 40,24 млн копій. 2009 року рекорд продажів було побито грою Wii Sports для ігрової приставки Wii від Nintendo.
Після падіння продажів Mario Bros., випущеної 1983 року, поява Super Mario Bros. дозволило швидко повернути популярність. Головний герой гри, Маріо, опісля став символом компанії Nintendo.
Згідно з дослідженнями того часу, діти знали Маріо як мінімум так само добре, як Міккі-Мауса та Баґза Банні.
У першій грі, де з'явився цей персонаж, його звали Джампмен (з англ. Jumpman — Стрибун). Проте через схожість орендодавця головного офісу представництва Nintendo в США на ім'я Маріо Сегал, персонаж отримав нове ім'я — Маріо.

## Ігровий процес

Скріншот ігрового процесу

Головною дійовою особою гри є сантехнік Маріо. У грі присутній також інший головний персонаж, молодший брат Маріо — Луїджі. Однак він з'являється лише тоді, коли в ігровому процесі одночасно задіяно двоє людей. Обидва персонажі мають аналогічний набір функцій.
Мета гри — пройти через Грибне королівство, вціліти під час зустрічі з ворогами — слугами Боузера — та звільнити принцесу. Герой рухається зліва направо, де наприкінці кожного підрівня досягає флагштоку з прапором, який означає перехід на новий підрівень.
У більшій частині всіх рівнів (світів) розкидані монети, які Маріо може збирати, та спеціальні скриньки зі знаком питання на них. Підбиваючи їх кулаком з нижніх позицій, Маріо отримує або монети, або певну корисну річ. Є також секретні, здебільшого невидимі скриньки, в яких знаходяться або велика кількість монет, або корисна річ, яка зустрічається рідко.
Коли Маріо дістає червоний або жовтий гриб, він удвічі збільшується в розмірах, до того ж у нього з'являється здатність розбивати цегляні платформи, що дає йому можливість усувати більше ворогів та перешкод. Гравцю дається певна кількість життів (зазвичай це три), до того ж він має можливість отримати ще одне, якщо отримає зелений або помаранчевий гриб, назбирає сто монет, знищить декількох ворогів із захисним шоломом підряд або знищить певну кількість ворогів шляхом стрибання на них зверху, при цьому не торкаючись земної поверхні. Коли Маріо торкається ворогів, не будучи при цьому збільшеним у розмірах, падає в яму або коли час гри спливає, гравець втрачає одне життя. Коли Маріо втрачає останнє життя, гра закінчується.
Початково Маріо може знищувати ворогів лише стрибаючи на них, хоча чимало ворогів має захист від цього. Наприклад, якщо Ґумба можна знищити, лише розплющивши його, то черепаху Купа необхідно спочатку загнати під панцир, після чого Маріо може використати її як своєрідний снаряд. Ці панцирі можуть відштовхуватися від стін та знищувати інших ворогів, однак при цьому можуть убити й самого Маріо, якщо він потрапить під них. Щоби знищити ворога, який знаходиться на платформі над головою Маріо, потрібно підстрибнути й підбити кулаком ту частину платформи, на якій знаходиться ворог. Можна також роздобути вогняну квітку, завдяки якій Маріо змінює свій колір і отримує здатність пускати вогняні кулі, однак, якщо Маріо при цьому зменшений у розмірах, то квітка виконує функції червоного або жовтого гриба. Менш розповсюдженою корисною річчю є зірка, яка здебільшого з'являється тоді, коли Маріо підіб'є приховані або невидимі блоки. Ця річ робить Маріо невразливим для ворогів, але на короткий проміжок часу.